# Kiskeszi (Nagykeszi)
Kiskeszi (szlovákul Malé Kosihy) Nagykeszi településrésze Szlovákiában, a Nyitrai kerületben, a Komáromi járásban.

## Fekvése
Komáromtól 23 km-re nyugatra a Duna bal fekszik. 2001-ben Nagykeszi 970 lakosából 830 magyar és 108 szlovák volt.

## Nevének eredete
Neve a magyar Keszi törzs nevéből származik, annak szállásterülete lehetett.

## Története
A falu területe a honfoglalást követően valószínűleg a Keszi törzs szállásterülete lehetett. A mai települést írott forrás 1248-ban "villa Kezu" néven említik először. 1272-ben "poss. Kyskezu" néven szerepel. Szolgagyőr várának tartozéka volt. 1385-ben "Kyskezeu" alakban említik. 1452-től az esztergomi érsekség zálogbirtoka. A 16. században a Csúzy és más családok, 1567-ben Thurzók a birtokosai. A török időkben elpusztult, később Vigyázó Pál veszprémi főispán telepítette újra. A 18. században a Zayak és mások birtoka. 1787-ben 30 házában 186 lakos élt. Lakói főként mezőgazdaságból éltek. Az itteni molnár a kolozsnémai céhhez tartozott.
Vályi András szerint "Kis Keszi. Szabad puszta Komárom földes Urai több Uraságok, fekszik Érsek Lélnek szomszédságában, mellynek filiája."
Fényes Elek 1851-ben kiadott geográfiai szótárában így ír a faluról: "Keszi (Kis-), magyar f., Komárom vgyében, a Duna mellett, Nagy-Keszi és Érsek-Léllel határoztatván Komáromtól nyugotra 2 mfdnyire. Határa 1061 holdra terjed, mellyből 600 hold szántóföld, 461 hold pedig nagyobbrészint kaszáló, legelő, kákás, nádas és mocsáros laposság; fákat a tagositott birtokokba ültetnek. Földe, mely egészen curiális birtok, jó öntés föld, mindent bőven megterem, ha a Pozson megyéből jövő vizek el nem boritják. Szarvasmarha- és lótenyésztése jó karban van. A lakosok száma 250; ebből 172 református, 71 katholikus, zsidó 7. Nemes családfő 13. Folyó vize az öreg Duna, itt van az ugynevezett Keszi fok mély ere, mellyen a felső vizek kifolytak; most nagy töltés tartja, s a fokból uj mellékcsatorna fog a készülőben lévő nagy zugóhoz vezetni, mellyen a pozsonmegyei vizek egy része eresztetik ki. Birtokosok: a szent-mártoni főapátság, Zámory, Csorba, Vigyázó, Baranyai, Mihálykó családok."  Archiválva 2007. szeptember 27-i dátummal a Wayback Machine-ben
1880-ban és 1892-ben tűzvész pusztította. 1893-ban Nagykeszivel egyesítették. A trianoni békeszerződésig területe Komárom vármegye Csallóközi járásához tartozott. Mára teljesen egybeépült Nagykeszivel.

## Külső hivatkozások
- Kiskeszi Szlovákia térképén
- E-obce.sk Archiválva 2007. december 4-i dátummal a Wayback Machine-ben